# Chang Zheng 5
Chang Zheng 5 (长征五号; Chángzhēng wǔhào) eller CZ-5 eller Long March 5 är en kinesisk rymdraket för uppskjutning av tunga nyttolaster under utveckling.
Den första uppskjutningen av Chang Zheng 5 är planerad i september 2016.. Chang Zheng 5 kommer att skjutas upp från Wenchangs satellituppskjutningscenter. Namnet Chang Zheng kommer av Den långa marschen som Folkets befrielsearmé gjorde 1934 till 1935. 
Chang Zheng 5 har en diameter på 5,0 m, och dess längd varierar från 44,9 till 61,9 m beroende på konfiguration. Startvikten för de olika varianterna varierar från 458 till 869 ton Maximal nyttolast för största modellen till låg omloppsbana (LEO) blir 25 ton och till geostationär omloppsbana (GTO) 14 ton. Med Chang Zheng 5 kommer Kinas lyftkapacitet av nyttolast att öka 2,5 gånger.
Två nya motorer med flytande bränsle har utvecklats till Chang Zheng 5; YF-100 till boostermodulerna som drivs av flytande syre/fotogen och med 120 ton lyftkraft och YF-77 för första steget i basmodulen som drivs med flytande syre/flytande väte och med 50 ton lyftkraft Drivmedlet som inte är giftigt gör att Chang Zheng 5 är mer miljövänlig än de flesta raketer.

## Versioner
Chang Zheng 5-familjen kommer att konfigureras baserat på en eller två 5,0 m basmoduler och sedan fyra boosters med olika konfigureringar av 2,25 m- och 3,35 m-moduler. 2,25 m modulen drivs av en YF-100 och 3,35 m-modulen av två. Den kraftigaste versionen, Chang Zheng 5E, kommer att få en lyftkraft på mer än 1 080 ton och en startvikt på mer än 800 ton.
Följande sex konfigurationer kommer att utvecklas av Chang Zheng 5:
OBS: Olika källor ger olika namn för de olika versionerna.
| Version                                                         | Nyttolast                     | Konfiguration                                                   | Höjd           | Vikt                      |
| --------------------------------------------------------------- | ----------------------------- | --------------------------------------------------------------- | -------------- | ------------------------- |
| Chang Zheng 5A                                                  | 18 ton LEO                    | ett steg 5,0 m basmodul två 3,35 m strap-on två 2,25 m strap-on | 49,9 m         | 622 ton                   |
| Chang Zheng 5B                                                  | 25 ton LEO                    | ett steg 5,0 m basmodul fyra 3,35 m strap-on                    | 52,4 m         | 784 ton                   |
| Chang Zheng 5C                                                  | 10 ton LEO                    | ett steg 5,0 m basmodul fyra 2,25 m strap-on                    | 44,9 m         | 458 ton                   |
| Chang Zheng 5D (CZ-522)                                         | 20 ton LEO 10 alt. 11 ton GTO | två steg 5,0 m basmodul två 3,35 m strap-on två 2,25 m strap-on | 59,4 m         | 630 alt. 643 ton          |
| Chang Zheng 5E (CZ-504) Basvarianten. Även kallad Chang Zheng 5 | 25 ton LEO 14 ton GTO         | två steg 5,0 m basmodul fyra 3,35 m strap-on                    | 61,9 m         | 802 alt. 810 alt. 869 ton |
| Chang Zheng 5F (CZ-540)                                         | 10 ton LEO 6 ton GTO          | två steg 5,0 m basmodul fyra 2,25 m strap-on                    | 54,4 alt. 58 m | 490 alt. 583 ton          |

De första modellerna som kommer att utvecklas är Chang Zheng 5E, och därefter Chang Zheng 5B. Initialt fokuseras utvecklingsarbetet på versionerna som kommer att skjuta upp rymdsonden Chang'e 5 och den framtida rymdstationen.